# Bettelhochzeit
Die Bettelhochzeit ist ein  Faschingsbrauch in Bayern. Früher feierten Dienstboten und andere einfachere Leute, die sich keinen Besuch der Faschingsbälle leisten konnten, gemeinsam eine Bettelhochzeit.
Üblicherweise werden zwei möglichst kurios aussehende Männer (ein kleiner als Bräutigam, ein möglichst männlicher, großer als Braut) auf dem Misthaufen für die restliche Dauer der Faschingszeit "verheiratet". Jeder Besucher kann eine Rolle als Bürgermeister, Verwandter oder "Verflossener" einnehmen, je verrückter, desto besser. Zu einer vollständigen Bettelhochzeit gehören ein Hochzeitszug mit phantasievoll gestalteten Wagen, die Trauungszeremonie mit möglichst närrischen Ansprachen und die Hochzeitsfeier hinterher.
In manchen Gemeinden gibt es diese Tradition bereits seit 100 Jahren, wie z. B. die Emmeringer Bettelhochzeit im Landkreis Ebersberg. Dort wurde die erste nachweisbare Bettelhochzeit bereits im Jahr 1928 oder 1929 gefeiert. Es existiert auch ein Gruppenbild aus dieser Zeit, dass vor dem örtlichen Wirtshaus in Bruckhof aufgenommen wurde. In der kleinen Gemeinde wird dieser Brauch alle elf Jahre gelebt, das nächste Mal am 2. März 2025.[veraltet]